# Karl Kraut (Chemiker)

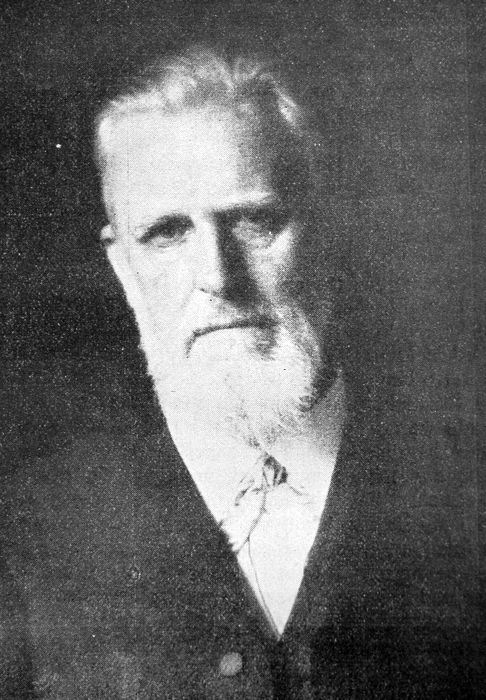
Karl Kraut (1904)

Karl Kraut (auch: Karl Johann Kraut; * 29. September 1829 in Lüneburg; † 13. Januar 1912 in Hannover) war ein deutscher Chemiker, Professor und Sachverständiger sowie Geheimer Regierungsrat.

## Leben
Karl Kraut absolvierte eine Apothekerlehre in Lübeck und war danach zwei Jahre als Apothekergehilfe tätig. Nach einem Studium der Chemie (1851–1854) in Paris und Göttingen promovierte er „Über Derivate des Cuminols und Cymens“. Im Jahr 1857 ging er an die Polytechnische Schule in Hannover. 1868 wurde er etatmäßiger Professor. Beim Umzug der Schule in das Welfenschloss übernahm er die Planung der Chemieräume. Er erhielt dort auch eine Dienstwohnung im Sockelgeschoss.
1859 heiratete Karl Kraut seine erste Ehefrau Auguste (1834–1880), Tochter des Theologie-Professors Johann Georg Reiche. Nach ihrem Tod heiratete Kraut bereits im Folgejahr die Julie (1850–1929), eine Tochter des hannoverschen Hofmalers und Professors Carl Oesterley senior und der Sophie Murray. Beide Ehen Krauts blieben kinderlos.
1882 übernahm Kraut an der inzwischen umbenannten Königlich Technischen Hochschule die Leitung des Faches Anorganische Chemie.
Eigene experimentelle Arbeiten machte er vor allem im Bereich der anorganischen und analytischen Chemie. Im chemisch-technischen Bereich betätigte er sich unter anderem als Gutachter im Bereich der Abwässer der Kaliaufbereitung.
Noch im 19. Jahrhundert war Karl Kraut mehrfach als Sachverständiger tätig gegen die chemische Fabrik de Haën, gegen die seinerzeit laut den Hannoverschen Geschichtsblättern stetig Prozesse angestrengt wurden.
Bekannt wurde Kraut insbesondere durch seine Mitarbeit an Gmelins Handbuch der anorganischen Chemie, das zeitweise als Gmelin-Kraut's Handbuch... herausgegeben wurde.
Zu seiner Entlassung im Jahr 1895 erhielt er den Roten Adlerorden III. Klasse mit Schleife. Sein Nachfolger im Amt war Karl Seubert. Im Jahr 1893 wurde er zum Mitglied der Leopoldina gewählt.
Karl Kraut heiratete 1859 Auguste Reiche (1834–1880), Tochter des Theologen Johann Georg Reiche. Nach deren Tod heiratete er 1881 die Tochter Julie (1850–1929) des Malers Carl Oesterley sen. (1805–1891) und wurde dadurch auch Schwager der Malerin Marie Oesterley. Gesundheitlich angeschlagen (Bronchialleiden) verbrachte er in den 1890er Jahren die Winter oft auf Capri.

## Karl-Kraut-Straße
Die 1892 angelegte Karl-Kraut-Straße im hannoverschen Stadtteil List, die vom Wittekamp zum Lister Kirchweg führt, ehrt den Chemiker, Professor und Sachverständigen seitdem durch ihre Namensgebung.

## Schriften
- mit Carl Krause, Karl Karmarsch, Wilhelm Krause: Verzeichnis der Mitglieder und Theilnehmer der XL. Versammlung deutscher Naturforscher und Aerzte in Hannover, im Jahre 1865. In: Carl Krause, Karl Karmarsch, Wilhelm Krause, Karl Kraut (Hrsg.): Amtlicher Bericht über die vierzigste Versammlung deutscher Naturforscher und Ärzte zu Hannover im September 1865. Hahnsche Hofbuchhandlung, 1866, S. 16ff. (Google-Bücher).